# Cannock Wood
Cannock Wood är en civil parish i Storbritannien.   Den ligger i grevskapet Staffordshire och riksdelen England, i den södra delen av landet, 180 km nordväst om huvudstaden London. Antalet invånare är 1 052. Arean är 2,3 kvadratkilometer.
Terrängen i Cannock Wood är platt.